# Lo Herrera
Lo Herrera es una localidad chilena ubicada en la comuna de San Bernardo, en la Región Metropolitana de Santiago. Tiene una población de 4683 habitantes.

## Historia
Emplazada al suroeste de la comuna de San Bernardo, Lo Herrera era originalmente una hacienda propiedad del senador Eliodoro Yáñez, la cual tenía una superficie de 3.278 hectáreas. El poblado surge como asentamiento en torno a cruce de los caminos Eliodoro Yáñez, que conecta con la Ruta 5, y El Barrancón, que une la localidad con la ciudad de San Bernardo. Está caracterizado por un progresivo desarrollo inmobiliario de loteos y conjuntos habitacionales en sitios sobre los 500 metros cuadrados.

## Demografía
La localidad, según el censo de 2013, posee una población de 4.638 habitantes, de los cuales 2.315 son hombres y 2.323 son mujeres. Para el censo de 1999 la población total era de 3430 habitantes.